# Сињевачки мајдан камена
Сињевачки мајдан камена налази се засеоку Сињевац ужичког села Буар. Овде се вади двобојан кречњак доброг квалитета.

## Употреба
Сињевачки кречњак јавља се у две варијанте. Сиво-пепељаст („сињи”) веома је тврд и дуговечан, док је бело-црвенкаст нешто кртији и пуца по стрекама. Добро се глача и бруси. Од камена из сињевачког мајдана израђивани су надгробни споменици по селима између Ужица, Кадињаче и Јелове Горе.